# Сен-Мартен-ла-Меан
Сен-Марте́н-ла-Меа́н (фр. Saint-Martin-la-Méanne, окс. Sent Martin la Mediana) — коммуна во Франции, находится в регионе Лимузен. Департамент — Коррез. Входит в состав кантона Ла-Рош-Канийак. Округ коммуны — Тюль.
Код INSEE коммуны — 19222.
Коммуна расположена приблизительно в 420 км к югу от Парижа, в 95 км юго-восточнее Лиможа, в 21 км к юго-востоку от Тюля.

## История
Во время Великой французской революции название коммуны было изменено на Ле-Жакобен-де-ла-Меан (фр. Les Jacobins-de-la-Méanne).

## Население
Население коммуны на 2008 год составляло 363 человека.
| 1962 | 1968 | 1975 | 1982 | 1990 | 1999 | 2008 |
| ---- | ---- | ---- | ---- | ---- | ---- | ---- |
| 475  | 532  | 458  | 393  | 362  | 365  | 363  |

## Администрация
| Период | Период | Фамилия         | Партия                              | Примечания |
| ------ | ------ | --------------- | ----------------------------------- | ---------- |
| 1947   | 1978   | Эмиль Дишан     |                                     |            |
| 1978   | 1986   | Жан Комб        |                                     |            |
| 1986   | 2001   | Эмиль Эстиво    | Французская коммунистическая партия |            |
| 2001   | 2004   | Кристьян Трикар |                                     |            |
| 2005   |        | Кристьян Пер    | Социалистическая партия             |            |

## Экономика
В 2007 году среди 197 человек в трудоспособном возрасте (15-64 лет) 124 были экономически активными, 73 — неактивными (показатель активности — 62,9 %, в 1999 году было 63,0 %). Из 124 активных работали 114 человек (66 мужчин и 48 женщин), безработных было 10 (8 мужчин и 2 женщины). Среди 73 неактивных 11 человек были учениками или студентами, 40 — пенсионерами, 22 были неактивными по другим причинам.

## Достопримечательности
- Церковь Сен-Мартен
- Придорожный крест. Памятник истории с 1927 года[3]

## Фотогалерея
- Церковь Сен-Мартен
- Карта коммуны